# سنغ سفيد (بربرود الشرقي)
سنغ سفید (بالفارسية: سنگ سفید) هي منطقة سكنية تقع في إيران في قسم بربرود الشرقي الریفي. يقدر عدد سكانها بـ 327 نسمة .